# هوارد كينغزبيري
هوارد كينغزبيري (بالإنجليزية: Howard Kingsbury)‏ هو مجدف أمريكي، ولد في 11 سبتمبر 1904 في نيويورك في الولايات المتحدة، وتوفي في 27 أكتوبر 1991 في يارموث بورت في الولايات المتحدة.

## وصلات خارجية
- هوارد كينغزبيري على موقع الاتحاد الدولي للتجديف (الإنجليزية)
- هوارد كينغزبيري على موقع اللجنة الأولمبية الدولية (الإنجليزية)
- هوارد كينغزبيري على موقع أوليمبيديا (الإنجليزية)